# 鲈总科
鲈总科（学名：Percoidea）是辐鳍鱼纲傳統鲈形目下的一个总科，包括各种被俗称为鲈鱼的硬骨鱼种。
无论如何，这个分类已知是个多系群，牠的成員實際上散布在鱸形總目的多個演化支，也因此成了特徵不能明確的無效類別。因此，在2017年《硬骨魚系統分類》（Deepfin）的分類系統中，其下類群被拆分到鲈形亚类（即鱸形總目）多个不同的目中，只有河鱸科與鮨科保留在原有的鲈形目中。而河鱸科所在的鱸亞目在重新定義後只剩3科，所以不再細分出鱸總科。

## 下属科
这是传统上经常会包含的类群，但目前不被视为有效分类：
- 鋸蓋魚科 Centropomidae：先歸類於鰺形系，目級地位未定，其後歸於鰺形目。
- 尖嘴鲈科 Latidae：一度歸於鋸蓋魚科，先歸類於鰺形系，目級地位未定，其後恢复獨立科歸於鰺形目。
- 双边鱼科 Ambassidae：先歸類於卵附系，目級地位未定，其後歸於䲁形目。
- 梦鲈科 Moronidae：先歸類於真鱸形系，目級地位未定，其後歸於刺尾鯛目。
- 花鱸科 Lateolabracidae：現歸類於真鱸形系拟金眼鯛目。
- 真鲈科 Percichthyidae：現歸類於真鱸形系日鱸目。
- 發光鯛科 Acropomatidae：現歸類於真鱸形系拟金眼鯛目。
- 鮨科 Serranidae：保留於真鱸形系鱸形目。
- 巨棘鲈科 Ostracoberycidae：現歸類於真鱸形系拟金眼鯛目。
- 癒齒鯛科 Symphysanodontidae：現歸類於真鱸形系拟金眼鯛目。
- 擬鮋鱸科 Centrogenyidae：先歸類於真鱸形系，目級地位未定，其後歸於隆頭魚目。
- 美花鱸科 Callanthiidae：先歸類於真鱸形系，目級地位未定，其後歸於刺尾鯛目。
- 准雀鯛科 Pseudochromidae：先歸類於卵附系，目級地位未定，其後歸於䲁形目。
- 稚鱸科 Grammatidae：先歸類於卵附系，目級地位未定，其後歸於䲁形目。
- 七夕魚科 Plesiopidae：先歸類於卵附系，目級地位未定，其後歸於䲁形目。
- 後頜魚科 Opistognathidae：先歸類於卵附系，目級地位未定，其後歸於䲁形目。
- 洞鱸科 Dinopercidae：先歸類於真鱸形系，目級地位未定，其後歸於刺尾鯛目。
- 寿鱼科 Banjosidae：現歸類於真鱸形系拟金眼鯛目。
- 太阳鱼科 Centrarchidae：現歸類於真鱸形系日鱸目。
- 河鲈科 Percidae：保留於真鱸形系鱸形目。
- 大眼鯛科 Priacanthidae ：現歸類於真鱸形系大眼鯛目。
- 天竺鯛科 Apogonidae ：現歸類於鰕虎系鉤頭魚目。
- 深海天竺鯛科 Epigonidae：現歸類於真鱸形系拟金眼鯛目。
- 沙鮻科 Sillaginidae：先歸類於真鱸形系，目級地位未定，其後歸於刺尾鯛目。
- 軟棘魚科 Malacanthidae：先歸類於真鱸形系，目級地位未定，其後歸於刺尾鯛目。
- 乳香鱼科 Lactariidae：先歸類於鰺形系，目級地位未定，其後歸於鰺形目。
- 鯥科 Scombropidae：現歸類於遠洋魚系鯖形目。
- 長鰭天竺鯛科 Dinolestidae：現歸於天竺鯛科，歸類於鰕虎系鉤頭魚目。
- 扁鲹科 Pomatomidae：現歸類於遠洋魚系鯖形目。
- 丝帆鱼科 Nematistiidae：現歸類於鰺形系鰺形目。
- 䲟鱼科 Echeneidae：現歸類於鰺形系鰺形目。
- 海鱺科 Rachycentridae：現歸類於鰺形系鰺形目。
- 鱰科 Coryphaenidae：現歸類於鰺形系鰺形目。
- 鰺科 Carangidae：現歸類於鰺形系鰺形目。
- 眼眶魚科 Menidae：先歸類於鰺形系，目級地位未定，其後歸於鰺形目。
- 鰏科 Leiognathidae：現歸類於真鱸形系蝴蝶魚目。
- 烏魴科 Bramidae：現歸類於遠洋魚系鯖形目。
- 鬣魚科 Caristiidae：現歸類於遠洋魚系鯖形目。
- 諧魚科 Emmelichthyidae：先歸類於真鱸形系，目級地位未定，其後歸於刺尾鯛目。
- 笛鯛科 Lutjanidae：現歸類於真鱸形系笛鯛目。
- 烏尾鮗科 Caesionidae：現歸於笛鯛科，先歸類於真鱸形系笛鯛目，其後歸於刺尾鯛目。
- 松鯛科 Lobotidae：現歸類於真鱸形系松鯛科。
- 鑽嘴魚科 Gerreidae：現歸類於真鱸形系銀鱸目。
- 石鱸科 Haemulidae：現歸類於真鱸形系笛鯛目。
- 擬石鱸科 Inermiidae：現歸於石鱸科，先歸類於真鱸形系笛鯛目，其後歸於刺尾鯛目。
- 鯛科 Sparidae：先歸類於真鱸形系鯛形目，其後歸於刺尾鯛目。
- 長身鯛科 Centracanthidae：現歸於鯛科，先歸類於真鱸形系鯛形目，其後歸於刺尾鯛目。
- 龍占魚科 Lethrinidae：先歸類於真鱸形系鯛形目，其後歸於刺尾鯛目。
- 金線魚科 Nemipteridae：先歸類於真鱸形系鯛形目，其後歸於刺尾鯛目。
- 馬鮁科 Polynemidae：先歸類於鰺形系，目級地位未定，其後歸於鰺形目。
- 石首鱼科 Sciaenidae：先歸類於真鱸形系，目級地位未定，其後歸於刺尾鯛目。
- 鬚鯛科 Mullidae：現歸類於海龍魚系海龍魚目。
- 擬金眼鯛科 Pempheridae：現歸類於真鱸形系擬金眼鯛目。
- 葉鯛科 Glaucosomatidae：現歸類於真鱸形系擬金眼鯛目。
- 濱鮭科 Leptobramidae：先歸類於鰺形系，目級地位未定，其後歸於鰺形目。
- 深海鯡科 Bathyclupeidae：現歸類於真鱸形系擬金眼鯛目。
- 銀鱗鯧科 Monodactylidae：先歸類於真鱸形系，目級地位未定，目級地位未定，其後歸於刺尾鯛目。
- 射水魚科 Toxotidae：現歸類於鰺形系，目級地位未定，其後歸於鰺形目。
- 雙帆魚科 Dichistiidae：現歸類於真鱸形系日鱸目。
- 簾鯛科 Drepaneidae：現歸類於真鱸形系白鯧目。
- 蝴蝶魚科 Chaetodontidae：現歸類於真鱸形系蝴蝶魚目。
- 蓋刺魚科 Pomacanthidae：先歸類於真鱸形系，目級地位未定，其後歸於刺尾鯛目。
- 姥鱸科 Enoplosidae：現歸類於真鱸形系日鱸目。
- 五棘鯛科 Pentacerotidae：現歸類於真鱸形系擬金眼鯛目。
- 南鱸科 Nandidae：現歸類於攀鱸系攀鱸目。
- 葉鱸科 Polycentridae：先歸類於鰺形系，目級地位未定，其後歸於刺尾鯛目。
- 舵魚科 Kyphosidae：現歸類於真鱸形系日鱸目。
- 擬鱲科 Parascorpididae：先歸類於真鱸形系，目級地位未定，其後歸於刺尾鯛目。
- 澳鱸科 Arripidae：現歸類於遠洋魚系鯖形目。
- 鯻科 Terapontidae：現歸類於真鱸形系日鱸目。
- 湯鯉科 Kuhliidae：現歸類於真鱸形系日鱸目。
- 石鲷科 Oplegnathidae：現歸類於真鱸形系日鱸目。
- 多鋸鱸科 Polyprionidae：現歸類於真鱸形系擬金眼鯛目。
- 准小鱸科 Perciliidae：現歸於真鱸科，歸類於真鱸形系日鱸目。
- 尖棘鯛科 Howellidae：現歸類於真鱸形系擬金眼鯛目。